# Andrew Fire
Andrew Zachary Fire, ameriški genetik in akademik, nobelovec, * 27. april 1959, Palo Alto, Kalifornija, Združene države Amerike.
Kot sodelavec Carnegie Institution for Science iz Washingtona je konec 1990. let soodkril RNA-interferenco, močno tehniko za preučevanje funkcije genov pri živalih, za kar sta s Craigom Mellom leta 2006 prejela Nobelovo nagrado za fiziologijo ali medicino. Zdaj deluje kot profesor patologije in genetike na Univerzi Stanford.

## Življenjepis
Mladost je preživel v kraju Sunnyvale, kjer je obiskoval srednjo šolo. Želel je študirati na Univerzi Stanford, ki pa ga je zavrnila, zato je vpisal študij matematike na bližnji Univerzi Kalifornije v Berkeleyju in diplomiral leta 1978. Nato je odšel študirat biologijo na Tehnološki inštitut Massachusettsa, kjer je pod mentorstvom kasnejšega nobelovca Phillipa A. Sharpa preučeval gensko prepisovanje pri adenovirusih. Doktorat na to temo je zagovarjal leta 1983.
Po doktoratu se je usposabljal v Cambridgeu, kot štipendist Helen Hay Whitney Foundation v laboratoriju za molekularno biologijo nobelovca Sydneyja Brennerja. Preučeval je transfekcijo – vnašanje genetskega materiala v celice modelne gliste vrste Caenorhabditis elegans in v ta namen razvil novo eksperimentalno tehniko z mikroinjiciranjem. Ob vrnitvi v domovino je sprejel položaj raziskovalca na oddelku za embriologijo ustanove Carnegie Institution for Science, kjer je nadaljeval s preučevanjem istega modelnega organizma v sodelovanju z Mellom, ki je prišel tja z Univerze Harvard. Med raziskavami sta ugotovila, da se nekateri geni, ki bi sicer škodovali razvoju, pri nekaterih zarodkih ne izražajo – so »utišani«. Pojav sta pripisala komplementarni RNA, ki preprečuje prevajanje v beljakovine in ga poimenovala RNA-interferenca. Kmalu sta naletela na težave s kontaminanti, ki so vplivali na rezultate. Fire je postavil hipotezo, da gre za dvoverižno RNA (dsRNA), zato sta uvedla postopek odstranjevanja dsRNA v poskuse in s tem izboljšala rezultate, ob tem pa dokazala, da je ta oblika RNA izredno učinkovita pri RNA-interferenci. Odkritje sta objavila v odmevnem članku v reviji Nature leta 1998.
Leta 2003 je postal profesor na Univerzi Stanford in nadaljeval z delom na genetiki gliste C. elegans, od leta 1989 pa deluje tudi kot izredni profesor biologije na Univerzi Johnsa Hopkinsa. V laboratoriju pod njegovim vodstvom se raziskovalci ukvarjajo z odzivom celic na spremembe v organizmu, kot so razvojne stopnje in izpostavljenost patogenom. Ukvarja se tudi z vprašanjem, kako celica razlikuje lasten genetski material od tujega.

## Priznanja
RNA-interferenca, ki sta jo razvila s Craigom Mellom, se je izkazala za izredno uporabno v genetiki in za svoje delo sta prejela številne nagrade, poleg Nobelove nagrade za fiziologijo ali medicino (2006) med drugim nagrado Nacionalne akademije znanosti ZDA za molekularno biologijo (2003) in mednarodno nagrado Gairdnerjevega sklada (2005). Samostojno je prejel tudi Heinekenovo nagrado za biokemijo in biofiziko, ki jo podeljuje Kraljeva nizozemska akademija umetnosti in znanosti (2004).
Leta 2004 sta bila z Mellom sprejeta za člana Nacionalne akademije znanosti.